# Font d'Estanya
La Font d'Estanya és una font del terme de Llimiana, a la vall del barranc de Barcedana.
Està situada en la partida d'Estanya, a 500 m d'altitud, a la dreta del barranc de Barcedana, al sud de la Masia del Ton i al nord de Sant Miquel de Llimiana